# 受刑者
受刑者（じゅけいしゃ）とは、刑事施設の被収容者のうち自由刑すなわち拘禁刑または拘留刑の執行のため刑事施設に拘置されている者をいう。「服役囚」とも呼ばれる。
法令上は「受刑者」とは拘禁刑受刑者、拘留受刑者の総称をいい（刑事収容施設及び被収容者等の処遇に関する法律2条4号）、いずれも刑事施設に拘置されている者をいう（刑事収容施設及び被収容者等の処遇に関する法律2条5号 - 7号）。
以上が法令上の定義であるが、仮釈放が刑の終了を意味するものではないため、一般用語としては仮釈放中の身にある者も含めて用いられることもある。
なお、死刑の言渡しを受けて拘置されている者は「死刑確定者」（刑事収容施設及び被収容者等の処遇に関する法律2条11号）といい、法令上、「被収容者」（刑事収容施設及び被収容者等の処遇に関する法律2条1号）には含まれるが「受刑者」（刑事収容施設及び被収容者等の処遇に関する法律2条4号）には含まれない。
以下、特に指定のない場合には、主に日本の受刑者について記述する。

## 概要
日本の場合には受刑者は衣食住を保障されており、また懲役刑に処されている者は刑務作業を科せられている。刑務作業の種類は金属製品の加工、木材加工、靴や衣類の制作、印刷など様々であるが、大半は単純作業である。また刑事施設内の営繕保守、清掃、食事の調理、被収容者向け図書の貸出など、刑事施設運営にかかる作業をもすべて受刑者に行わせている。
受刑者の処遇においてもっとも問題となるのが、被害者感情への配慮と受刑者の贖罪意識の醸成である。開放的な処遇を行えば被害者のおかれた状況に照らして優遇されすぎだとなり、厳しい処遇で怪我人が出ると人権問題となる。また、贖罪意識を植えつけるための指導やカウンセリングには費用がかかる上、手法によってはマインドコントロールだなどという批判も起き得る。

## 被害者・遺族からの接触
2023年12月に、被害者や遺族からの心情を伝え、矯正処遇・矯正教育に生かすため、心情等伝達制度（刑の執行段階等における被害者等の心情等の聴取・伝達制度）が開始された。被害者や遺族の心情を刑務所などの職員が聴き取り、受刑者へ伝える制度となっている。開始から1年で136件の申し込みの受理があり、聴取したのが122件、加害者への伝達まで及んだものが113件であった。反省と謝罪があった一方、反省もなく暴言を返す例も見られた。

## 待遇
刑事収容施設及び被収容者等の処遇に関する法律によれば、「受刑者の処遇は、その者の資質及び環境に応じ、その自覚に訴え、改善更生の意欲の喚起及び社会生活に適応する能力の育成を図ることを旨として行うものとする。」とされている。
受刑者は定期的に慰問を受けており、「祝祭日には菓子(甘味)が給与」「正月にはおせち料理(仕出し弁当)が支給」など、一概に待遇は悪いとは言えない。しかし刑務所内の規則に違反した受刑者には懲罰房監禁などの過酷な制裁が行われ、刑務所内での秩序維持がはかられている。また、受刑態度の良いと認められた受刑者であっても刑事施設の規律秩序の維持及び移動時の事故防止等の観点からの「数字を繰り返し叫びながらの行進方法」（ややもすると「軍隊的行進」と呼称されることもある）や、刑務官による法令に基づいた指導による「規律正しい生活」を求められ、24時間行動を監視されて自由行動が制限されている。就寝時にも消灯はされず、減灯と言われる室内で十分に本が読める程の蛍光灯のあかりの下で就寝させられる。また日本国籍の男子受刑者に対しては一律に丸刈りが強制されている（外国人や女子には強制されていない）。
しかし「刑事施設は罪を償う場所であるから有形力の行使を伴う懲戒（愛の鞭）は許される」様な事はなく、これらは違法(特別公務員暴行陵虐罪(刑法第195条))である。「日本の刑務官の労働環境は過酷で労働基本権すら認められていないので、仕事上の不満が受刑者に対する違法な対応につながっている」との指摘もあるようだが、無論それらにより違法･犯罪性が阻却されるわけではない。
とは言え、刑務官による受刑者に対する不必要な暴言や、受刑者の願い出を無視するなどの八つ当たりや嫌がらせとも取れる行為は頻繁に繰り返され、それらに対し抗弁する受刑者に懲罰を科すなどの行為も常に繰り返されており、不当な扱いを受ける受刑者がいることも事実である。

### 医療
江戸時代では、入牢中の受刑者が病気になると、まず医者が診察して容体書が提出された。親類・五人組は村下げの嘆願書を提出して、受理されると療養中は出牢が許された。快癒後は、檀那寺が宥免を願い出る寺訴訟が起こされて、執行猶予となるケースが多い。
刑務所や少年院で受けられる医療は矯正医療と呼ばれる。法律によって、刑事施設内に、医師、看護師。その他の医療関係職員を配置するとともに、必要な医療機器を備えて、被収容者の医療需要に対応しなければならない。
また、国によっては末期の高齢者や病人などに対して、ホスピスで死を迎えるための温情的釈放が行われるケースも見られる。

### 頭髪
1966年（昭和41年）12月17日、刑務所等収容者調髪要領が制定。男性は丸刈から原型刈、前5分刈、中髪刈が認められ、女性については処遇上適当であると認められる場合にパーマネントやピンカールが許されることとなった。
2022年（令和4年）には、日本弁護士連合会が青森刑務所所長あてに、また、2023年（令和5年）には、東京弁護士会が府中刑務所所長宛てに、丸刈は人権侵害に当たるとして丸刈を強制しないことを求める勧告書を出したが、頭髪の自由が認められることはなかった。さらに同年1月には、広島刑務所尾道支所の男性受刑者が、トランスジェンダーを理由に髪を短くしたくないと申し出たが、支所職員からどなられ断念。受刑者は人権救済を申し立てたことから、広島弁護士会が調査を開始。同会は髪形を選べなかったのは人権侵害に当たるとして、法務大臣や同支所長に合理性のない髪形の制限を行わないよう勧告した。

### 選挙権・被選挙権とそれをめぐる訴訟
日本では公職選挙法第11条第1項第1号・第2号により、受刑者には選挙権と被選挙権がない。この規定について受刑者から憲法44条に違反するとして、数件の訴訟が起こされている。
- 2013年9月27日、大阪高等裁判所は「一律に制限するやむを得ない理由があるとはいえない」として、規定が憲法違反であるとの判断を示した[14][15][16]。原告の69歳の男性は2010年3月から11月まで滋賀刑務所で服役し、同年7月11日実施の参院選で投票ができなかったことについて訴訟を起こしていた。国への賠償請求は棄却された。
- 2013年12月9日には東京地方裁判所が「有罪判決で禁錮以上の刑を科せられた者への制裁の一つで、合理的な理由がある」として、上記の大阪高裁の判断と異なり合憲との判断を示した[17]。東京都内の弁護士が原告となり、同年7月21日実施の参院選の無効を要求していた。
- 2016年7月20日に広島地方裁判所は「刑罰に伴う制裁として合理的」として合憲との判断を下した[18]。原告の男性受刑者は2007年から広島刑務所で服役しており、2014年12月14日実施の衆院選で投票ができなかったことについて訴訟を起こしていた。

なお、日本国憲法第96条に定める日本国憲法の改正のための国民投票は受刑者にも投票権がある。国民投票は公職選挙法ではなく[[日本国憲法の改正手続に関する法律]に則って実施され、国民投票法では受刑者を欠格事由として定めていないためである。これらは上記の大阪高裁の違憲判断の際に指摘されている。

## 作業報奨金
作業に従事している受刑者には作業報奨金が支給される。1時間あたり数銭 - 数円単位で計算される額の低さから、釈放後の更生資金にもなりえないという批判があるようだが、作業報奨金は恩恵的性格を持つものであり、サラリーマンにおける賃金のような労働対価と異なる。反則行為をした受刑者に対する懲罰として、刑事施設の長は報奨金計算額の3分の1以内を削減することができる。
日弁連では、最低賃金を下回る作業報奨金しか与えられない刑務作業によって、受刑者の製造した製品が民間企業の利潤に供されているという実態があることが明らかになれば、刑務所における労働は日本が批准している「ILO第29号条約」第1条によって禁止されている「強制労働」に該当することとなる旨の意見表明を繰り返し、刑務作業の実施にあたっては、作業報奨金は最低賃金を下回らないよう計算するとともに、慰問やカウンセリング等の機会を増やすべきであると主張している。

## 諸外国との比較

### 生活水準
世界的には、日本の刑務所における生活水準は高い方である。
ロシアでは未決囚も既決囚も一緒に、何十人もが一房に詰め込まれている状況がある。タイの刑務所では、強盗で服役している受刑者が看守に賄賂をつかって、昼間だけ塀の外でアルバイトをしていたという不祥事があった。
中南米諸国においては、未決も既決も罪の種類もかまわず詰め込まれた仮監房では、受刑者同士での傷害事件や同性愛の強要、少ない糧食をめぐっての殺し合いにまで発展することさえある。
なお日本では刑務所に入れば衣食住が保証され、医療も提供されるため、結果的に自立して生きる術のない障害者（知的障害者、精神障害者、認知症の老人など）の「セーフティーネット」となっている（累犯障害者）という指摘があるが、アメリカ合衆国などでも刑務所が社会的弱者の「福祉施設」化しているのではないかという問題が議論されている。

### 外部交通権
開放処遇の進み具合や外部交通権という点では、日本は先進国中では制限が多い。ドイツにおいては服役態度の優良な受刑者が、通勤刑務所のような形での処遇に浴しており、アメリカの刑務所では外部との電話連絡が許されているところもある。
日本では最も態度優良な、それも出所前の受刑者だけが、刑務所の庭などの清掃作業、あるいは刑務所付属の農場や伐採場での作業を行っている。
刑事施設の長は、開放的施設において処遇を受けていることその他の法務省令で定める事由に該当する場合において、その者の改善更生又は円滑な社会復帰に資すると認めるときその他相当と認める時は、電話その他政令で定める電気通信の方法による通信を行うことを許すことができる（刑事収容施設被収容者処遇法146条）。
面会時間を制限する場合には30分を下回ってはならないが、面会の申出状況、面会場所その他の事情に照らしてやむを得ないと認める時は、5分を下回らない範囲内で30分を下回る時間に制限することができる。面会できる者は、受刑者の親族、受刑者の身分上、法律上または業務上の重大な利害に係る用務の処理のため面会することが必要な者及び受刑者の更生保護に関係のある者、受刑者の釈放後にこれを雇用しようとする者その他の面会により受刑者の改善更生に資すると認められる者である。たとえば、受刑者本人の事情によっては友人・ジャーナリストとは面会することができ、刑事施設の長の指名する職員は原則として面会に立ち会わないので、外部交通権が保障されていない、事件関係の会話などが許されないということはない（刑事収容施設及び被収容者等の処遇に関する法律より抜粋）。